# Chlamydomonas rugosa
Chlamydomonas rugosa là một loài tảo trong họ Chlamydomonadaceae, thuộc chi Chlamydomonas.